# EUNIC Japan
EUNIC Japan(ゆーにっくじゃぱん、European Union National Institutes for Culture Japan)は、EU加盟国の公的文化機関や関連省庁の協力を通してEUの内外で、欧州の文化的価値を広め文化的多様性に寄与することを目的としたネットワークで、日本支部として2008年に設立された。

## 概要
EUNICのネットワークは、ブリュッセルに本部を置き、現在22組織が加盟している 。EUNIC Japanは、駐日欧州連合代表部の協力のもと、パートナー組織と共同製作しながら文化関係に携わっている。EUNIC Japanは、多様性・多面性持つ欧州文化を日本に伝えたいという思いで、さまざまなイベントやプロジェクトを企画・実施している。